# Levécourt
Levécourt é uma comuna francesa na região administrativa de Grande Leste, no departamento de Haute-Marne. Estende-se por uma área de 6,7 km². Em 2010 a comuna tinha 89 habitantes (densidade: 13,3 hab./km²).